# Viișoara, Mureș
Viișoara, mai demult Hundorf, (în dialectul săsesc Huinderf, Huindorf, în germană Hohndorf, Hohendorf, Hahnendorf, în maghiară Csatófalva, Hundorf, Hondorf) este satul de reședință al comunei cu același nume din județul Mureș, Transilvania, România.

## Istoric
Satul Viișoara este atestat documentar în anul 1367 cu numele de Hondorf.
Localitatea Viișoara s-a format din satele Hohndorf (atestat documentar în 1376) și Maldorf (s-a format în jurul anului 1300 și a fost atestat documentar în 1420).

## Localizare
Localitate situată pe pârâului Domald sau Zagăr, afluent al râului Târnava Mică, la nord de Dumbrăveni și la sud-vest de Bălăușeri.

## Populație
În 1992 erau 1.636 locuitori, iar la recensământul din 2002 au fost înregistrați 1.663 de locuitori, dintre care 1.151 români, 47 maghiari, 424 țigani și 39 germani.
La recensământul din 1930 au fost înregistrați 959 locuitori, dintre care 646 români, 263 germani, 49 țigani și 1 ungur. Ca limbă maternă 659 au declarat româna, 263 germana, 35 țigăneasca și 2 maghiara. Sub aspect confesional populația era alcătuită din 509 greco-catolici, 262 luterani, 184 ortodocși, 2 reformați și 2 unitarieni.

## Imagini

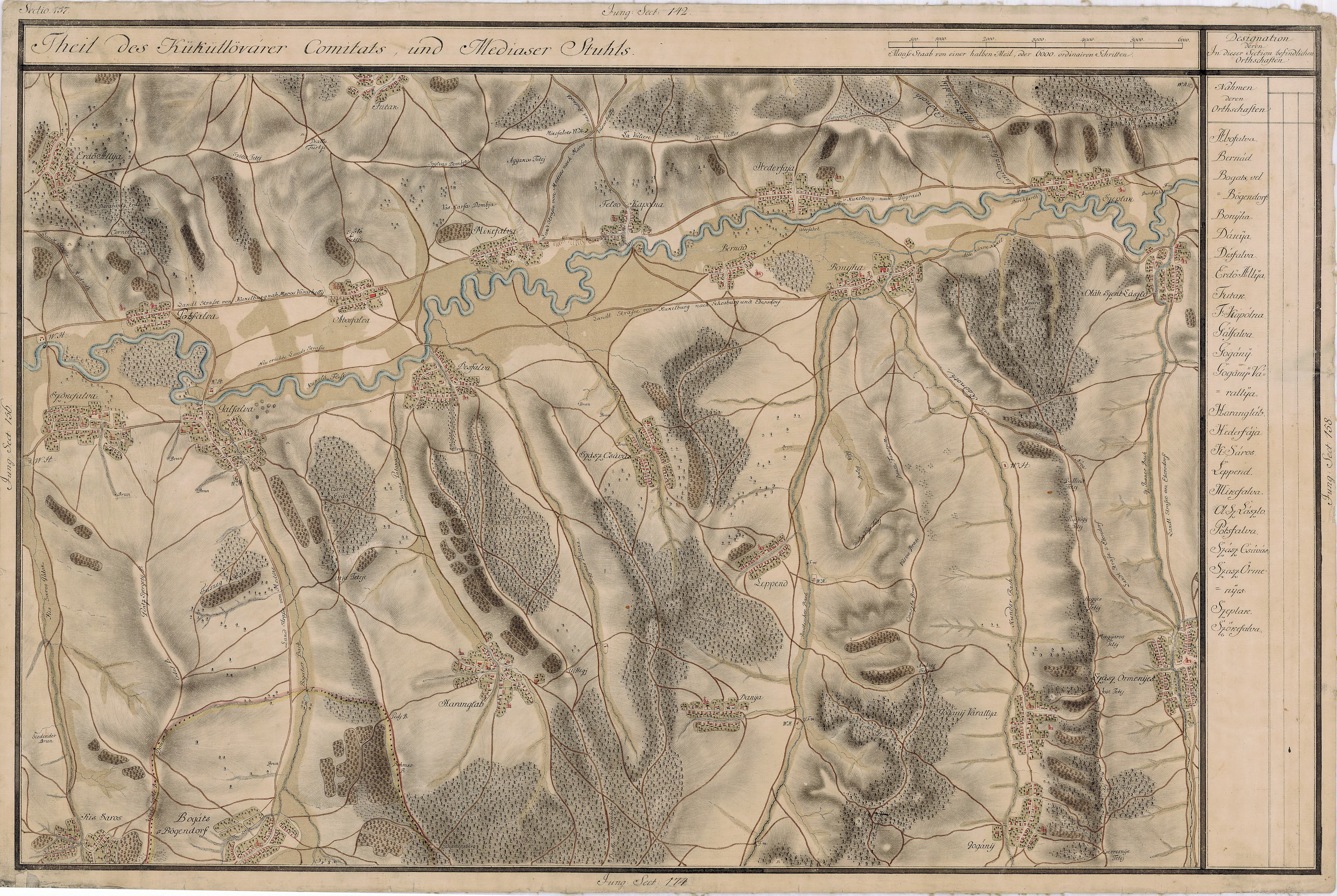
Viișoara în Harta Iosefină a Transilvaniei, 1769-73
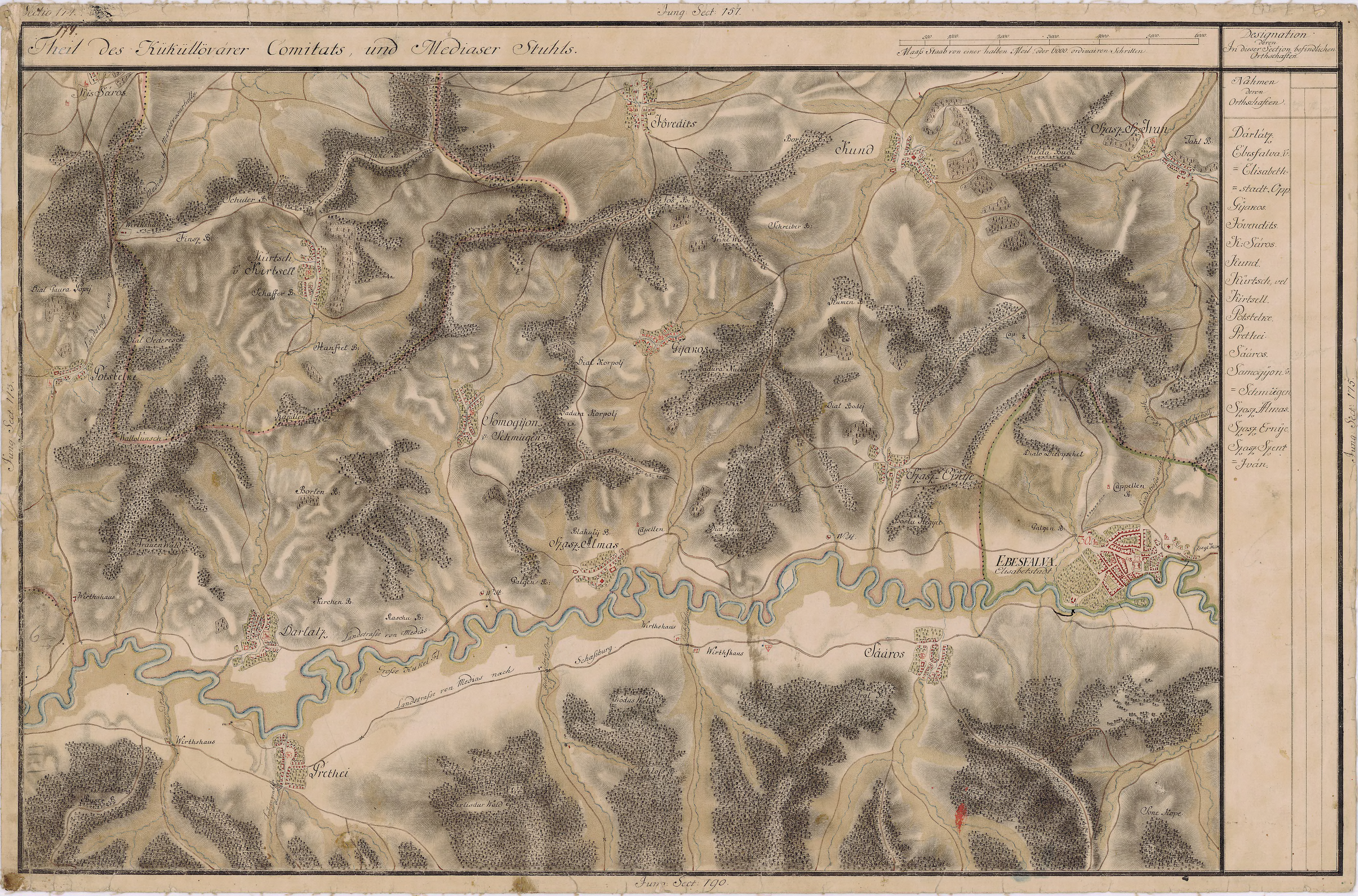
Viișoara în Harta Iosefină a Transilvaniei, 1769-73
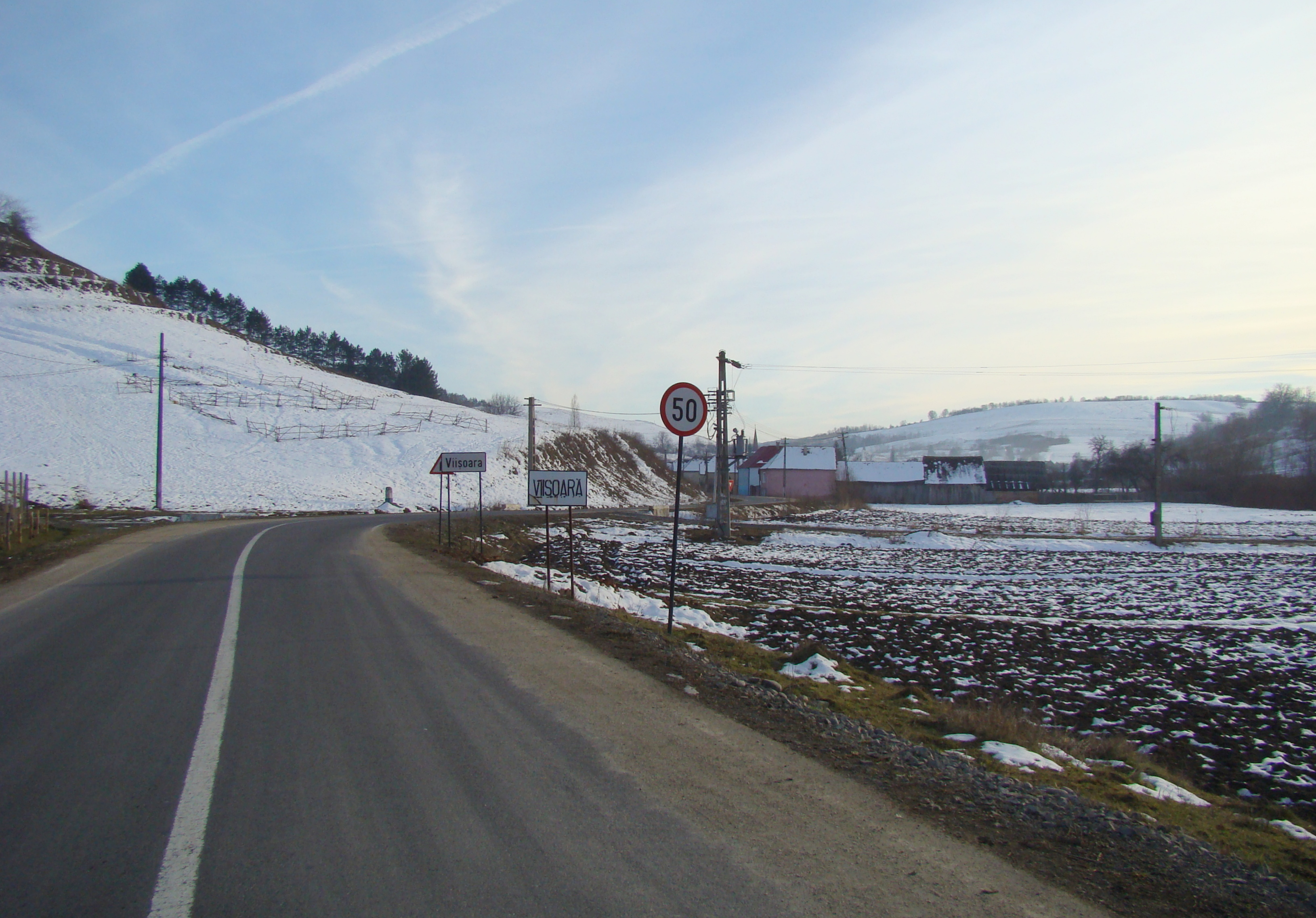
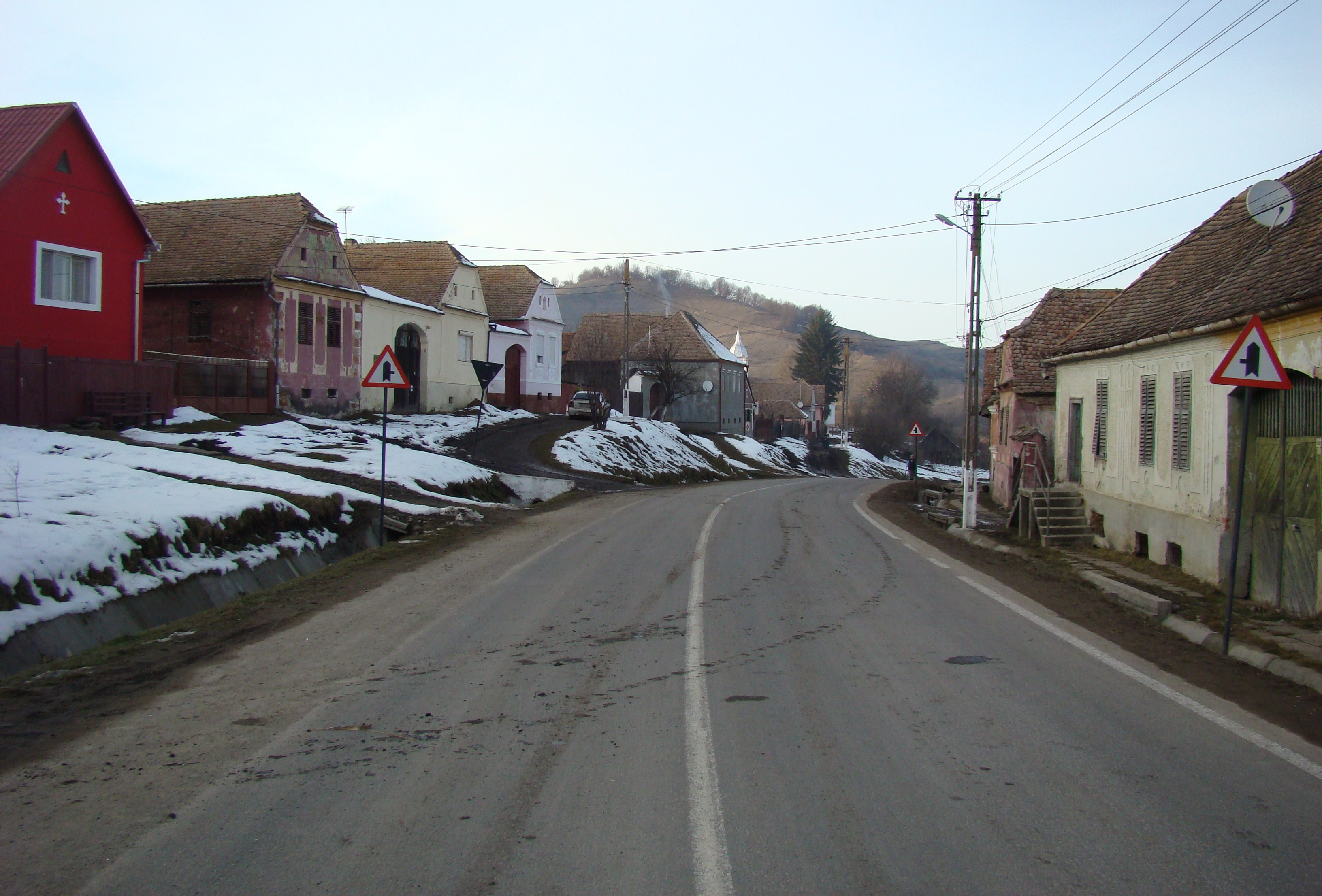
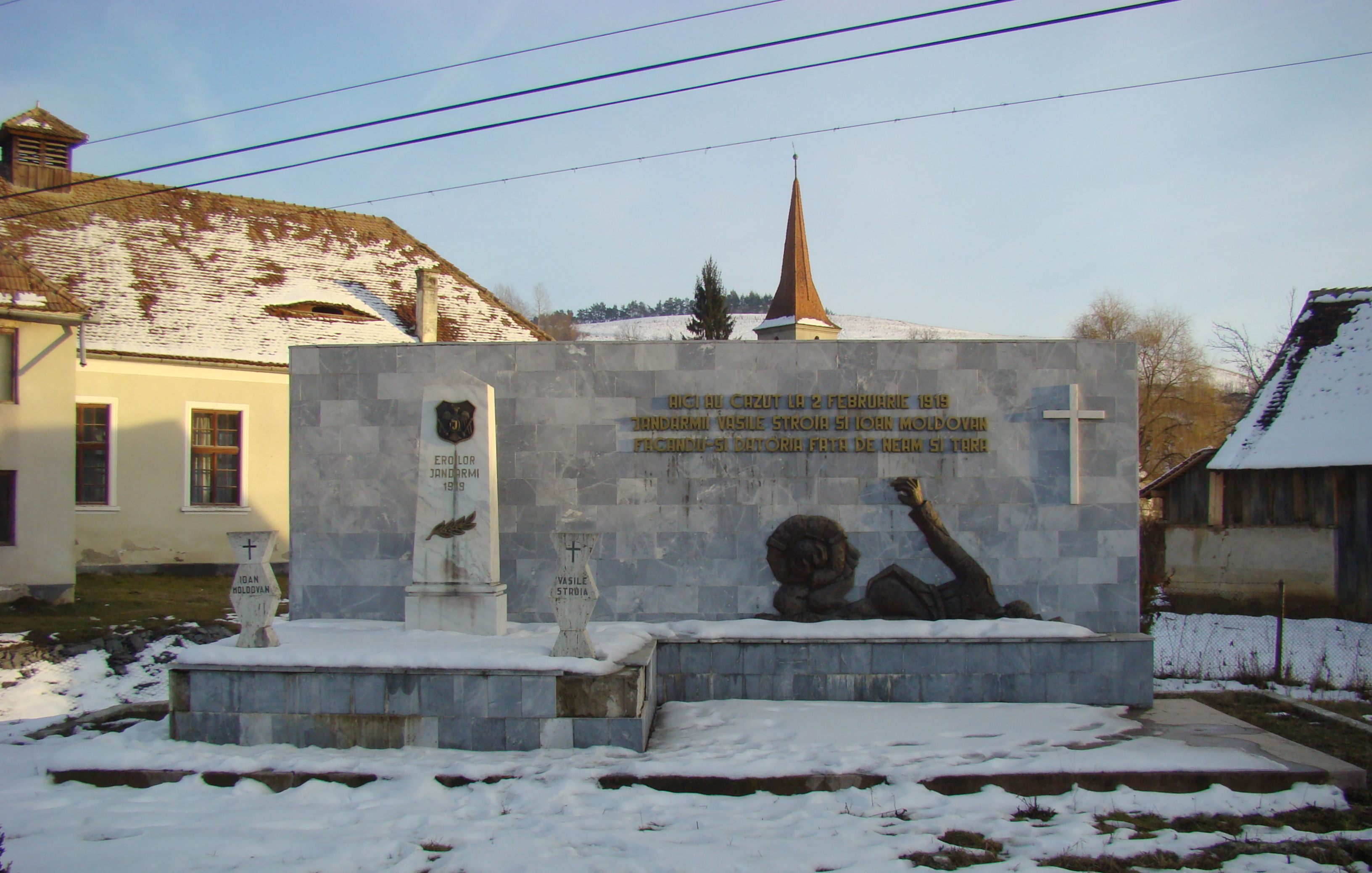
Monumentul eroilor jandarmi
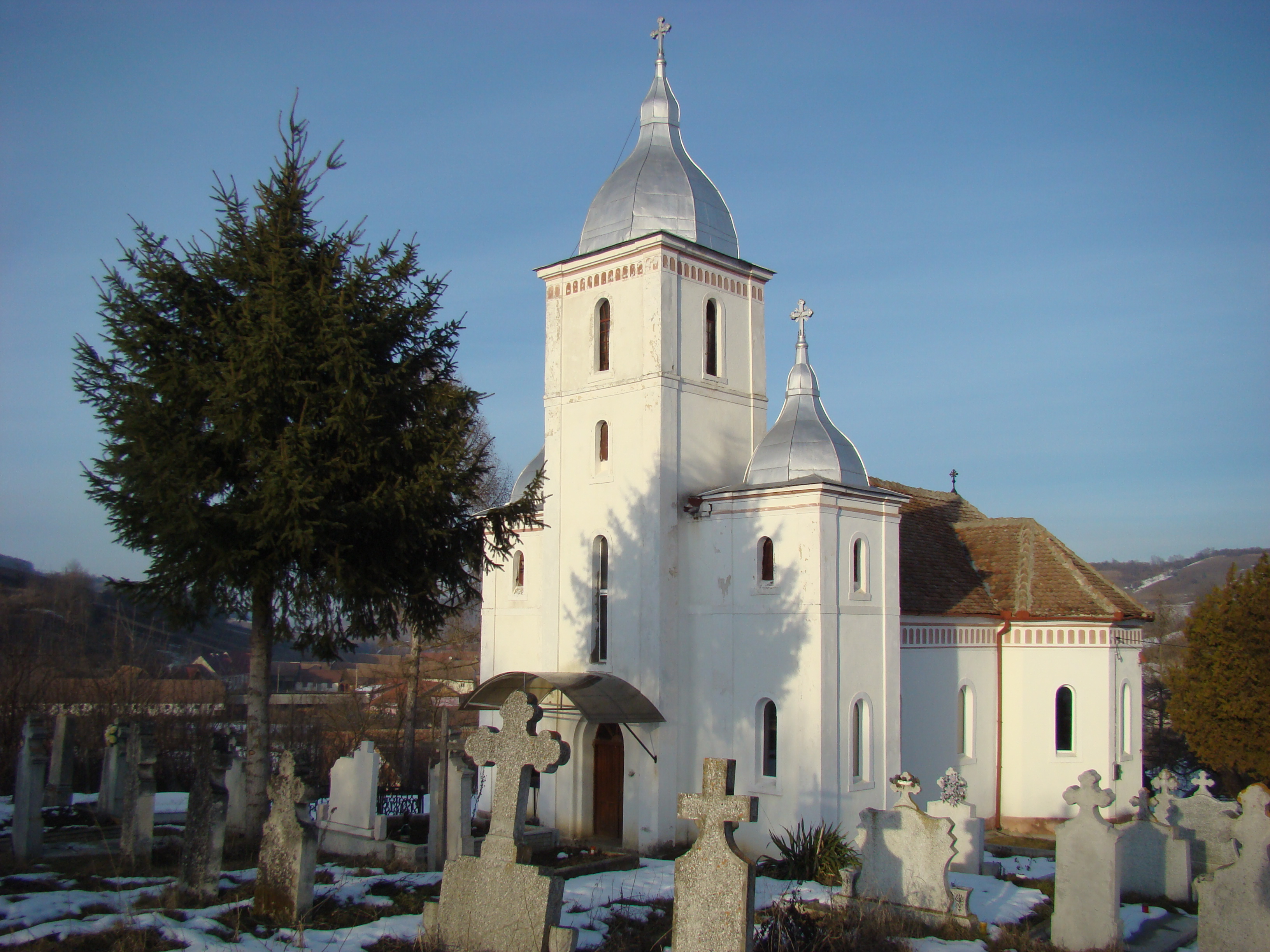
Biserica ortodoxă cu hramul „Sfântul Ierarh Nicolae” (1938)
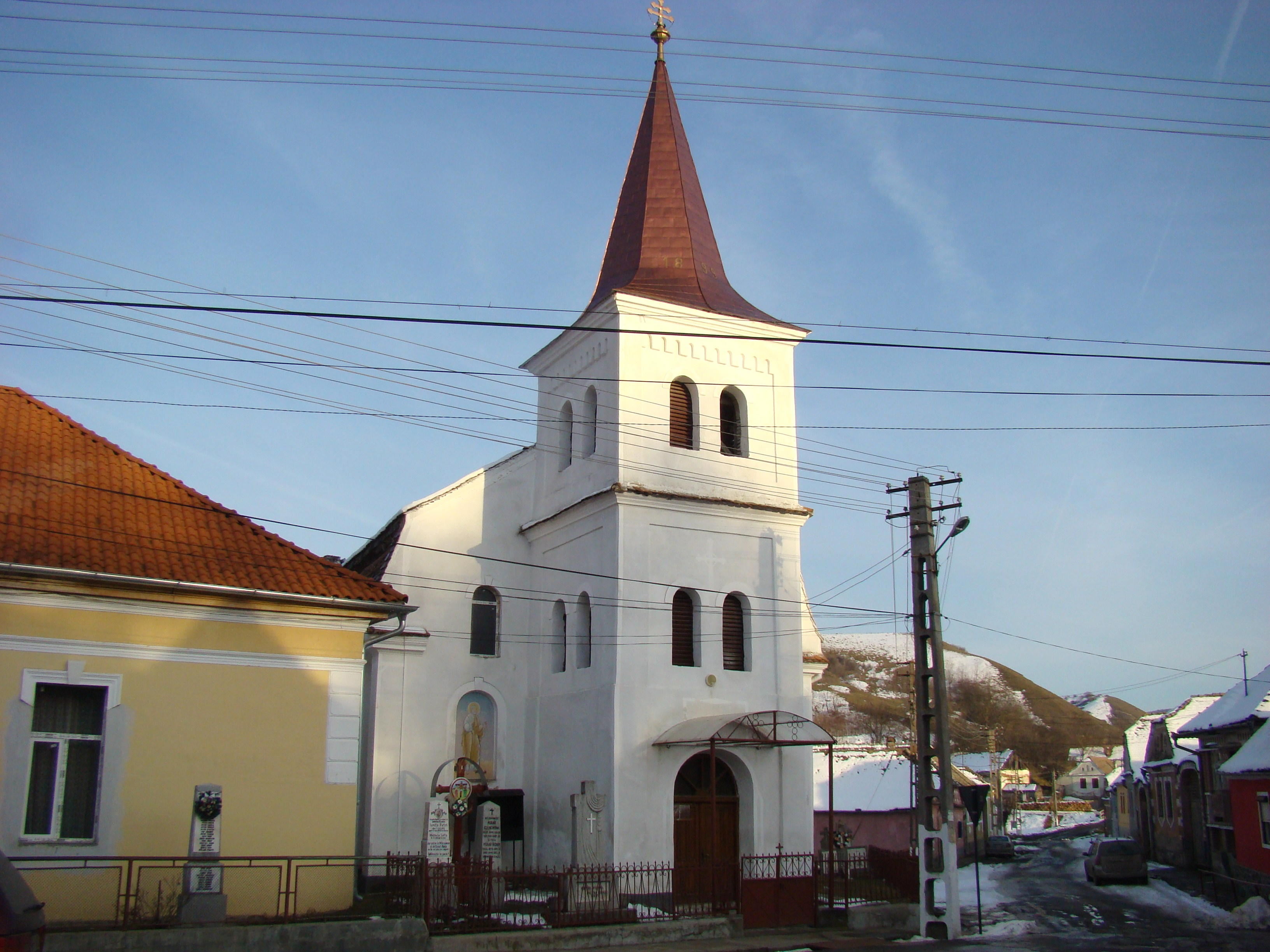
Biserica ortodoxă cu hramul „Sfântul Ierarh Vasile cel Mare” (1924) (fostă greco-catolică până în 1948)
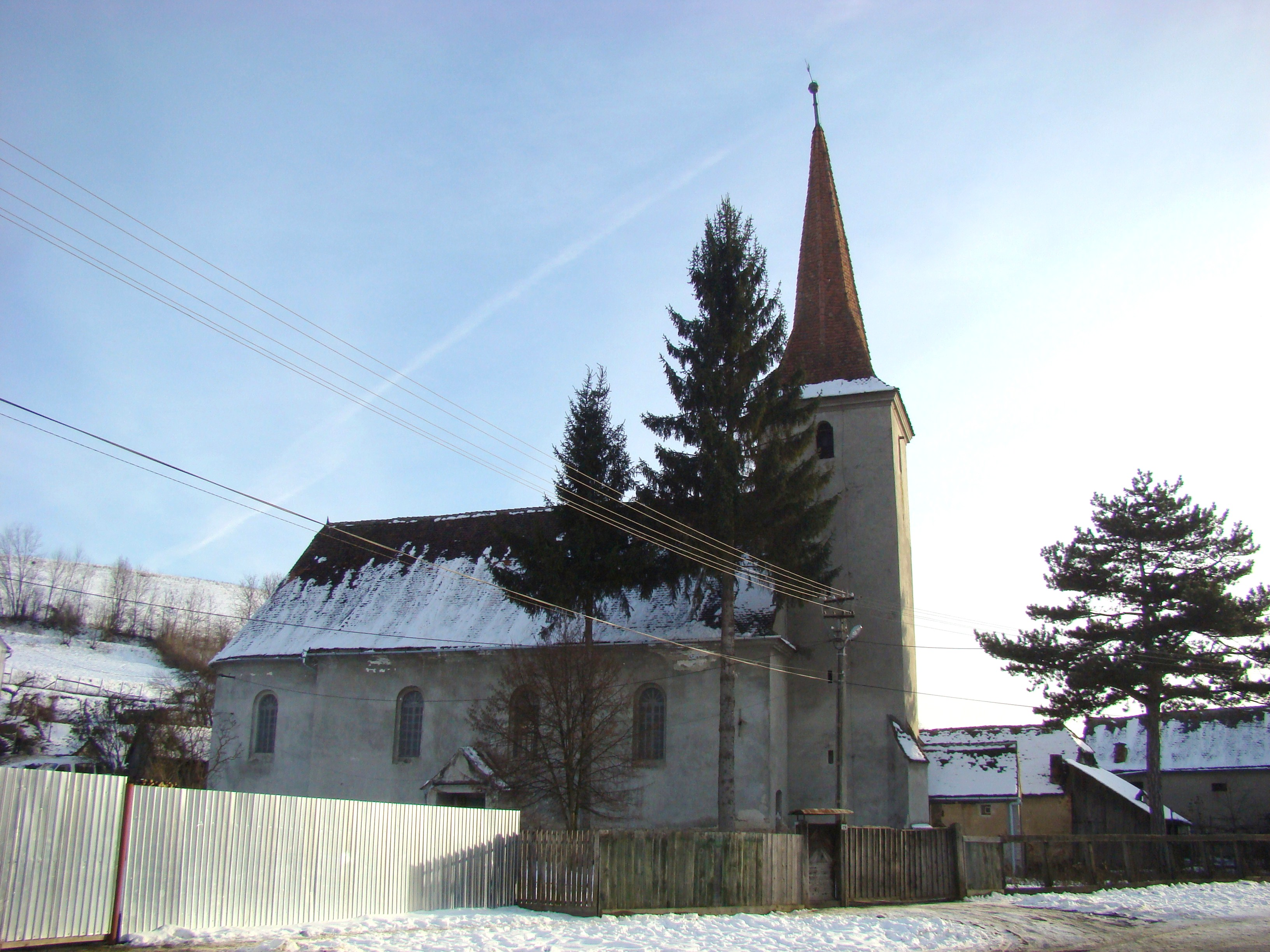
Biserica evanghelică (din fostul sat Domald)
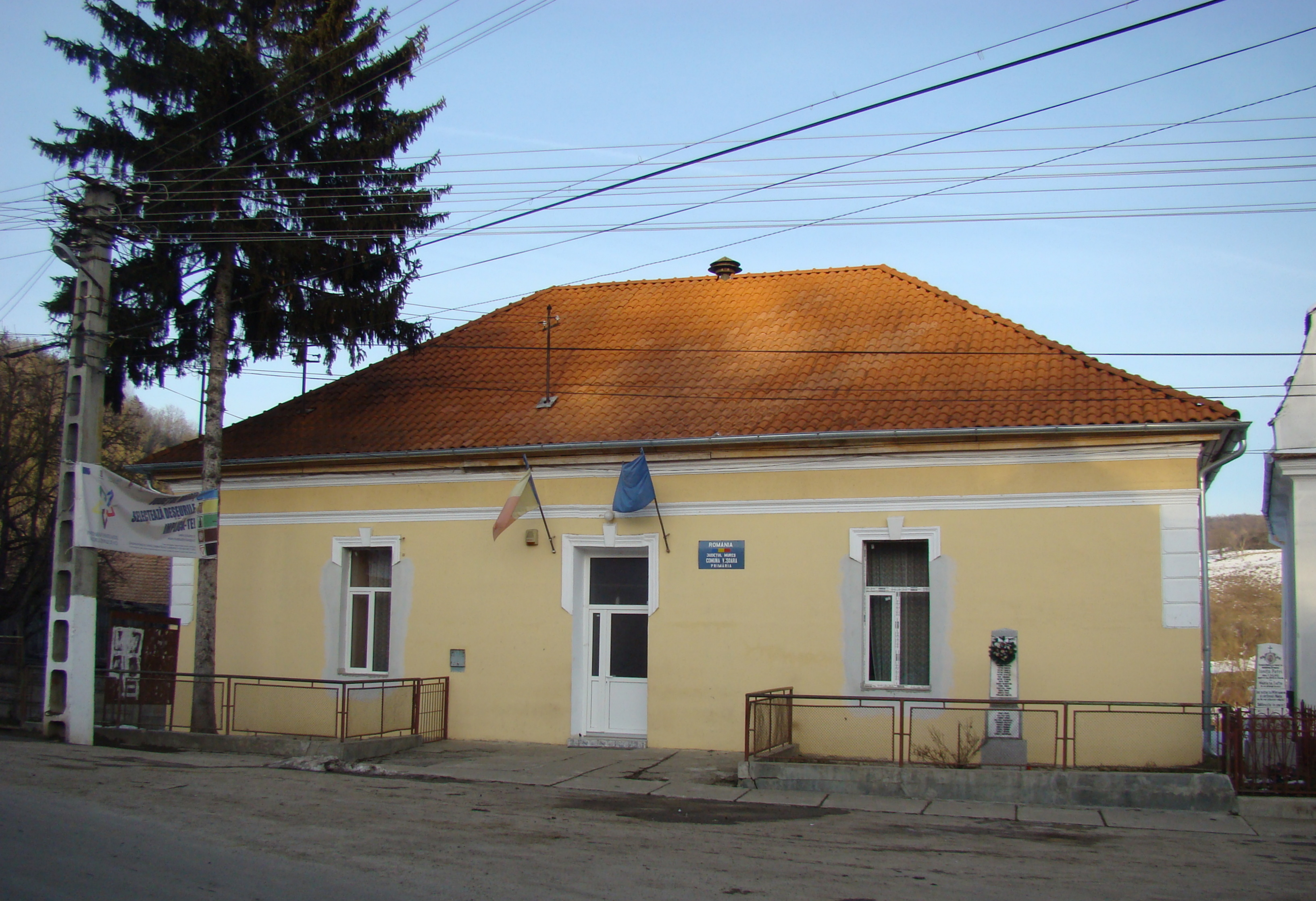
Primăria
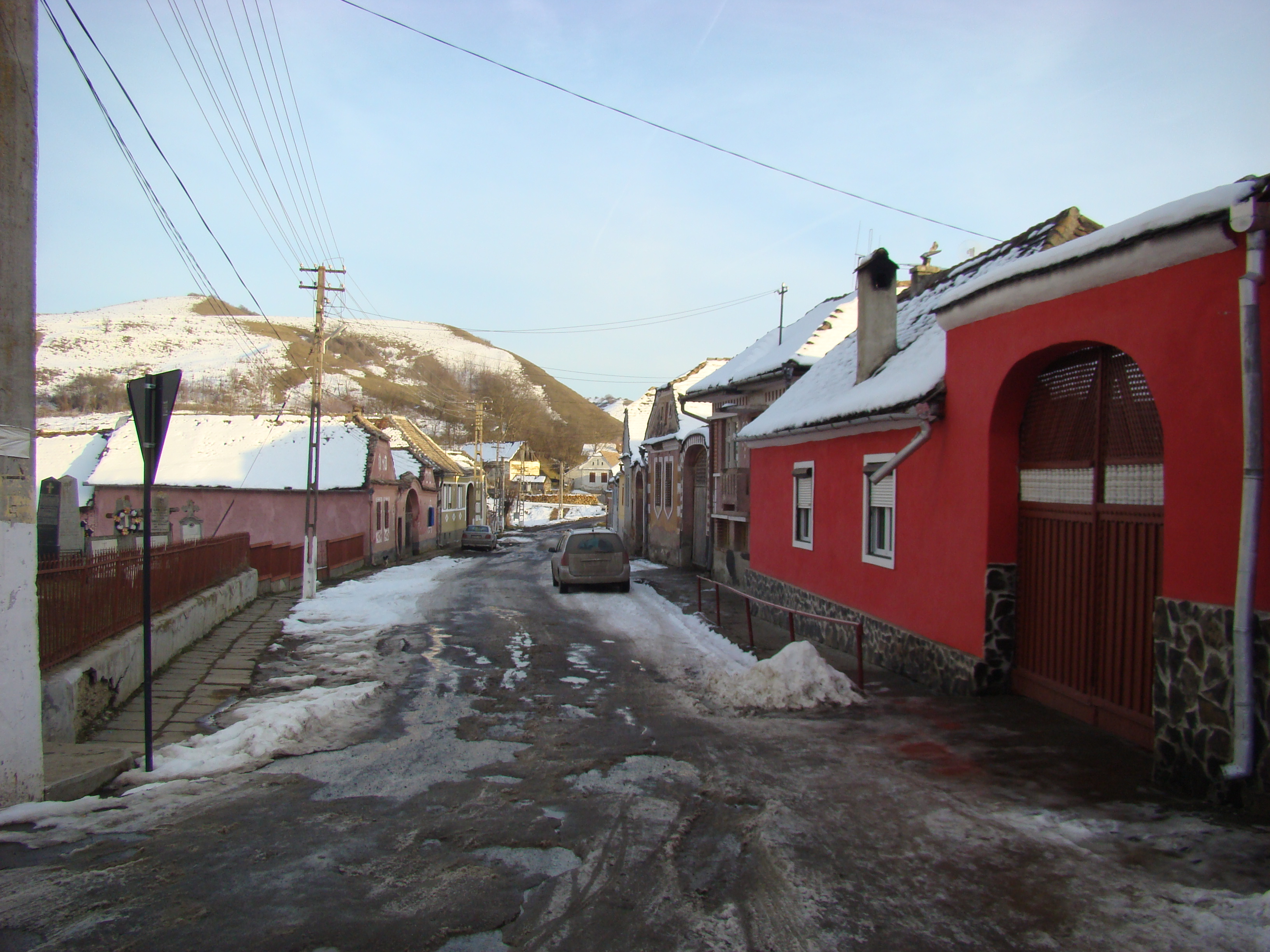

## Obiective turistice
- Biserica evanghelică-luterană, construită între secolele XVI-XVII.